# Campeonato Mundial de Handebol Masculino de 1997
O Campeonato Mundial de Handebol Masculino de 1997 foi a 15ª edição do Campeonato Mundial de Handebol. Foi disputado no Japão de 17 de maio a 1º de junho de 1997, organizado pela Federação Internacional de Handebol (IHF) e pela Federação Japonesa de Handebol.

## Times
| Grupo A        | Grupo B       | Grupo C  | Grupo D  |
| -------------- | ------------- | -------- | -------- |
| Iugoslávia     | França        | Espanha  | Hungria  |
| Japão          | Noruega       | Tunísia  | Marrocos |
| Islândia       | Itália        | Chéquia  | Croácia  |
| Lituânia       | Suécia        | Egito    | China    |
| Argélia        | Coreia do Sul | Portugal | Rússia   |
| Arábia Saudita | Argentina     | Brasil   | Cuba     |

## Fase Preliminar

### Grupo A
| Time           | P | V | E | D | GP  | GC  | SG  | Pts. |
| -------------- | - | - | - | - | --- | --- | --- | ---- |
| Islândia       | 5 | 4 | 1 | 0 | 124 | 106 | +18 | 9    |
| Iugoslávia     | 5 | 4 | 0 | 1 | 129 | 111 | +18 | 8    |
| Lituânia       | 5 | 2 | 1 | 2 | 110 | 102 | +8  | 5    |
| Japão          | 5 | 2 | 0 | 3 | 101 | 104 | -3  | 4    |
| Argélia        | 5 | 1 | 2 | 2 | 103 | 112 | -9  | 4    |
| Arábia Saudita | 5 | 0 | 0 | 5 | 94  | 126 | -32 | 0    |

| Data     | Partida¹       | Partida¹ | Partida¹       | Resultado |
| -------- | -------------- | -------- | -------------- | --------- |
| 17.05.97 | Islândia       | -        | Japão          | 24-20     |
| 18.05.97 | Arábia Saudita | -        | Lituânia       | 18-27     |
| 18.05.97 | Iugoslávia     | -        | Japão          | 22-19     |
| 18.05.97 | Argélia        | -        | Islândia       | 27-27     |
| 19.05.97 | Iugoslávia     | -        | Lituânia       | 29-21     |
| 19.05.97 | Argélia        | -        | Arábia Saudita | 19-14     |
| 21.05.97 | Japão          | -        | Arábia Saudita | 23-20     |
| 22.05.97 | Lituânia       | -        | Argélia        | 19-19     |
| 22.05.97 | Islândia       | -        | Iugoslávia     | 27-18     |
| 24.05.97 | Arábia Saudita | -        | Iugoslávia     | 20-32     |
| 24.05.97 | Argélia        | -        | Japão          | 14-24     |
| 24.05.97 | Lituânia       | -        | Islândia       | 19-21     |
| 25.05.97 | Islândia       | -        | Arábia Saudita | 25-22     |
| 25.05.97 | Japão          | -        | Lituânia       | 15-24     |
| 25.05.97 | Iugoslávia     | -        | Argélia        | 28-24     |

### Grupo B
| Time          | P | V | E | D | GP  | GC  | SG  | Pts. |
| ------------- | - | - | - | - | --- | --- | --- | ---- |
| França        | 5 | 4 | 0 | 1 | 127 | 114 | +13 | 8    |
| Suécia        | 5 | 4 | 0 | 1 | 141 | 101 | +40 | 8    |
| Coreia do Sul | 5 | 3 | 1 | 1 | 128 | 127 | +1  | 7    |
| Noruega       | 5 | 1 | 2 | 2 | 104 | 109 | -5  | 4    |
| Itália        | 5 | 1 | 1 | 3 | 100 | 105 | -5  | 3    |
| Argentina     | 5 | 0 | 0 | 5 | 96  | 140 | -44 | 0    |

| Data     | Partida¹      | Partida¹ | Partida¹      | Resultado |
| -------- | ------------- | -------- | ------------- | --------- |
| 18.05.97 | França        | -        | Itália        | 25-21     |
| 18.05.97 | Noruega       | -        | Coreia do Sul | 21-21     |
| 18.05.97 | Suécia        | -        | Argentina     | 36-17     |
| 20.05.97 | França        | -        | Coreia do Sul | 26-27     |
| 20.05.97 | Suécia        | -        | Noruega       | 24-17     |
| 21.05.97 | Itália        | -        | Noruega       | 19-19     |
| 21.05.97 | Argentina     | -        | França        | 20-24     |
| 22.05.97 | Argentina     | -        | Itália        | 15-21     |
| 22.05.97 | Coreia do Sul | -        | Suécia        | 21-36     |
| 24.05.97 | Coreia do Sul | -        | Argentina     | 32-22     |
| 24.05.97 | Noruega       | -        | França        | 20-23     |
| 24.05.97 | Suécia        | -        | Itália        | 19-17     |
| 25.05.97 | Coreia do Sul | -        | Itália        | 27-22     |
| 25.05.97 | Noruega       | -        | Argentina     | 27-22     |
| 25.05.97 | França        | -        | Suécia        | 29-26     |

### Grupo C
| Time     | P | V | E | D | GP  | GC  | SG  | Pts. |
| -------- | - | - | - | - | --- | --- | --- | ---- |
| Espanha  | 5 | 4 | 1 | 0 | 141 | 103 | +38 | 9    |
| Egito    | 5 | 4 | 1 | 0 | 129 | 94  | +35 | 9    |
| Chéquia  | 5 | 3 | 0 | 2 | 119 | 105 | +14 | 6    |
| Tunísia  | 5 | 2 | 0 | 3 | 92  | 108 | -16 | 4    |
| Portugal | 5 | 1 | 0 | 4 | 119 | 123 | -4  | 2    |
| Brasil   | 5 | 0 | 0 | 5 | 65  | 132 | -67 | 0    |

| Data     | Partida¹ | Partida¹ | Partida¹ | Resultado |
| -------- | -------- | -------- | -------- | --------- |
| 18.05.97 | Portugal | -        | Brasil   | 26-18     |
| 18.05.97 | Chéquia  | -        | Egito    | 22-24     |
| 18.05.97 | Espanha  | -        | Tunísia  | 32-21     |
| 20.05.97 | Brasil   | -        | Chéquia  | 10-24     |
| 20.05.97 | Espanha  | -        | Egito    | 19-19     |
| 21.05.97 | Tunísia  | -        | Portugal | 19-18     |
| 21.05.97 | Espanha  | -        | Brasil   | 32-11     |
| 22.05.97 | Egito    | -        | Tunísia  | 24-17     |
| 22.05.97 | Chéquia  | -        | Portugal | 28-24     |
| 24.05.97 | Brasil   | -        | Egito    | 11-33     |
| 24.05.97 | Chéquia  | -        | Tunísia  | 19-18     |
| 24.05.97 | Espanha  | -        | Portugal | 29-26     |
| 25.05.97 | Tunísia  | -        | Brasil   | 17-15     |
| 25.05.97 | Portugal | -        | Egito    | 25-29     |
| 25.05.97 | Espanha  | -        | Chéquia  | 29-26     |

### Grupo D
| Time     | P | V | E | D | GP  | GC  | SG  | Pts. |
| -------- | - | - | - | - | --- | --- | --- | ---- |
| Rússia   | 5 | 5 | 0 | 0 | 150 | 84  | +66 | 10   |
| Hungria  | 5 | 4 | 0 | 1 | 128 | 103 | +25 | 8    |
| Cuba     | 5 | 2 | 1 | 2 | 128 | 117 | +11 | 5    |
| Croácia  | 5 | 2 | 1 | 2 | 123 | 115 | +8  | 5    |
| China    | 5 | 1 | 0 | 4 | 101 | 160 | -59 | 2    |
| Marrocos | 5 | 0 | 0 | 5 | 90  | 141 | -51 | 0    |

| Data     | Partida¹ | Partida¹ | Partida¹ | Resultado |
| -------- | -------- | -------- | -------- | --------- |
| 18.05.97 | Rússia   | -        | Cuba     | 31-17     |
| 18.05.97 | Croácia  | -        | China    | 34-21     |
| 18.05.97 | Hungria  | -        | Marrocos | 25-19     |
| 19.05.97 | China    | -        | Rússia   | 15-34     |
| 19.05.97 | Marrocos | -        | Croácia  | 17-26     |
| 21.05.97 | Rússia   | -        | Marrocos | 30-13     |
| 21.05.97 | Cuba     | -        | Hungria  | 21-27     |
| 22.05.97 | China    | -        | Cuba     | 21-32     |
| 22.05.97 | Croácia  | -        | Hungria  | 20-23     |
| 24.05.97 | Marrocos | -        | China    | 21-35     |
| 24.05.97 | Croácia  | -        | Cuba     | 23-23     |
| 24.05.97 | Hungria  | -        | Rússia   | 19-24     |
| 25.05.97 | Cuba     | -        | Marrocos | 35-20     |
| 25.05.97 | Hungria  | -        | China    | 39-19     |
| 25.05.97 | Rússia   | -        | Croácia  | 31-20     |

## Fase Final

### Oitavas-de-Final
| Data  | Partida¹      | Partida¹ | Partida¹   | Resultado |
| ----- | ------------- | -------- | ---------- | --------- |
| 28.05 | Islândia      | -        | Noruega    | 32-28     |
| 28.05 | Coreia do Sul | -        | Iugoslávia | 37-33     |
| 28.05 | Lituânia      | -        | Suécia     | 20-32     |
| 28.05 | França        | -        | Japão      | 22-21     |
| 28.05 | Espanha       | -        | Croácia    | 31-25     |
| 28.05 | Cuba          | -        | Egito      | 20-24     |
| 28.05 | Chéquia       | -        | Hungria    | 19-20     |
| 28.05 | Rússia        | -        | Tunísia    | 20-14     |

- (¹) -  Em Tóquio

### Quartas-de-final
| Data  | Partida¹      | Partida¹ | Partida¹ | Resultado |
| ----- | ------------- | -------- | -------- | --------- |
| 29.05 | Islândia      | -        | Hungria  | 25-26     |
| 29.05 | Espanha       | -        | Suécia   | 24-28     |
| 29.05 | Coreia do Sul | -        | Rússia   | 15-32     |
| 29.05 | Egito         | -        | França   | 19-22     |

- (¹) -  Em Tóquio

### Semifinais
| Data  | Partida¹ | Partida¹ | Partida¹ | Resultado |
| ----- | -------- | -------- | -------- | --------- |
| 30.05 | Hungria  | -        | Suécia   | 19-31     |
| 30.05 | França   | -        | Rússia   | 24-25     |

- (¹) -  Em Tóquio

### Terceiro Lugar
| Data  | Partida¹ | Partida¹ | Partida¹ | Resultado |
| ----- | -------- | -------- | -------- | --------- |
| 01.06 | França   | -        | Hungria  | 28-27     |

### Final
| Data  | Partida¹ | Partida¹ | Partida¹ | Resultado |
| ----- | -------- | -------- | -------- | --------- |
| 01.06 | Suécia   | -        | Rússia   | 21-23     |

- (¹) -  Em Tóquio

### Classificação Geral
| 1. Rússia          |
| 2. Suécia          |
| 3. França          |
| 4. Hungria         |
| 5. Islândia        |
| 6. Egito           |
| 7. Espanha         |
| 8. Coreia do Sul   |
| 9. Iugoslávia      |
| 10. Lituânia       |
| 11. Chéquia        |
| 12. Noruega        |
| 13. Croácia        |
| 14. Cuba           |
| 15. Japão          |
| 16. Tunísia        |
| 17. Argélia        |
| 18. Itália         |
| 19. Portugal       |
| 20. China          |
| 21. Arábia Saudita |
| 22. Argentina      |
| 23. Marrocos       |
| 24. Brasil         |

### Artilheiros
| Posição | Nome              | País          | Gols |
| ------- | ----------------- | ------------- | ---- |
| 1       | Kyung Shin Yoon   | Coreia do Sul | 62   |
| 2       | József Éles       | Hungria       | 59   |
| 3       | Valdimar Grímsson | Islândia      | 52   |

| Campeonato Mundial de Handebol Masculino de 1997 |
| Campeão                                          |
| ------------------------------------------------ |
| Rússia 2º Título                                 |